# 全員で鬼ごっこ
全員で鬼ごっこ（ぜんいんでおにごっこ）は、テレビ朝日系列のトークショーとクイズ番組を交えたバラエティ番組『クイズプレゼンバラエティー Qさま!!』内で放送されている企画の1つである。

## 基本ルール
基本的にプレゼンター全員+司会3人が参加（回によって変動あり）。番組が用意した「鬼」から1人でも30分間逃げ切れれば賞金を獲得（回によって金額は違う）。全員が捕まった場合は鬼が欲しいものをプレゼントする。アンタッチャブル柴田が第1回の鬼ごっこで大活躍して以来、柴田がチームのエース格、柴田並みの活躍や実力を見せるロバート山本が、Qさまチームの要となっている。

### 共通するルール
技エリア中央に円形の「エスケープゾーン」があり、ここに逃げ込むと鬼は捕まえられない。ただし1人1回1分間だけしか使用できず、離脱時には鬼に捕まる危険が伴う。残り時間10分を切ったら中に入ることはできないが、ゾーンの周りを回るなど、これを利用して逃げることは可能。
左右には網の張られたフットサル用のゴール（第3回と第6回は野球のネット）があり、障害物として利用出来るが、1回目で柴田がこれを利用し15分逃げ切れた事から、それ以降は残り5分で網が撤去される。ただし、2006年5月18日の間寛平が鬼であった時のみ、残り15分で網が撤去された。
監督が1回だけ3分間の休憩タイムを取ることが出来る（1回目だけは1分間の休憩タイムを2回）。これまでの監督は第1回、第4回、第8回が三村、第5回と第10回が大竹、第6回が山崎、第7回が秋山、第9回が柴田、第2回が山下真司、第3回がパンチ佐藤。

## 捕まる順番
- 三村マサカズ：たいていは序盤、運がよければ中盤に捕まる。カメレオン作戦で終盤まで残ったこともある。
- 大竹一樹：中盤に捕まるのがほとんど。残り2人まで残ったことも第1回と第8回の2度あった。
- 優香：ほぼ毎回終盤まで残り、第5回・第6回では一番後まで残った。しかし、第8回では序盤で捕まった。
- 青木さやか：序盤か中盤に捕まる。狙われるとすぐ捕まる。
- 山崎弘也：作戦を使ったとき以外はたいてい捕まるのは序盤。第6回では残り2人まで残った。
- 柴田英嗣：ほとんど終盤まで残るが、第4回と第9回のように一番初めに捕まったこともあった。
- 山本博：最後まで残ることもあれば、残り4人程度の時点で捕まることもある。
- 秋山竜次：第6回で5人目に捕まったのが一番の残った記録なほど序盤に捕まる。第3回、第5回は一番初め。
- 馬場裕之：驚異的な粘りを見せることもあるが、中盤に捕まることが多い。
- 山ちゃん：第9回で3番目に捕まった以外は、すべて2人目以内に捕まっている。
- しずちゃん：中盤に捕まることもあれば、序盤に捕まることも。第7回では一番初めに捕まる。
- 一番初めに捕まったのは、第1回・第2回・第6回・第8回・第10回が山ちゃん、第3回・第5回が秋山、第4回・第9回が柴田、第7回がしずちゃんである。
- 一番後まで残ったのは、第1回・第2回・第8回・第10回が柴田、第3回・第4回・第7回・第9回が山本、第5回・第6回が優香である。
- 捕まった人は「捕まった人待機所」で待機するのだが、なぜかここでは捕まった順に並んでいることが多い。
- 助っ人3人（水内、ボビー、櫻井アナ）は最後のほうまで残りはするが、見せ場はほとんどない。

## 開催

### Qさまチーム11人の開催
会場は第1回、第2回が横浜アリーナ、第3回が明治神宮野球場、第4回、第5回が柏の葉公園総合競技場 、第6回が千葉マリンスタジアム、第10回が東京ドーム
- 第1回（2006年4月14日）：Qさまチーム（プレゼンター+司会の3人） VS 松野明美：松野明美の勝利。
- 第2回（2006年7月17日）：Qさまチーム VS 松野明美：Qさまチームの勝利。
- 第3回（2006年9月4日）：Qさまチーム VS ジョセフ・オツオリ：初の野球グラウンド戦。オツオリ選手がコーナー史上最速で勝利。
  - 本当は9月11日に放送予定だったが、オツオリ選手が収録後の8月30日に不慮の事故で急逝したため、1週間前倒しで放送された[1]。
- 第4回（2006年9月11日）：Qさまチーム VS ベン・ジョンソン：ベン・ジョンソンの勝利。
- 第5回（2006年10月23日）：Qさまチーム+水内猛 VS ベン・ジョンソン：ベン・ジョンソンの勝利。
  - 第4回収録直後に行った為、長距離走に慣れていないベンがスタミナを切らした事、さらに監督の大竹を捕まえる直前に作戦タイムを入れられてペースをかき乱された事で苦戦を強いられたが、残り50秒でベンの勝利。
- 第6回（2006年11月20日）：Qさまチーム+ボビー・オロゴン VS エリック・ワイナイナ：ワイナイナの勝利。
  - 中盤までは健闘したものの、最後にカメレオン作戦（後述）を実行した山崎・三村がワイナイナが近付き過ぎるまで逃げなかったのが響き、残り時間3分余りを残しての勝利。
  - 馬場が追いかけられて体力を切らした後に自分が追いかけられていることを悟り囮として捕まった事、秋山がモメモメ作戦を使って身代わりとなり青木を逃がしたこと（後述）、山本が優香をかばって自ら追いかけられたことと、ロバートの3人に一番の感動が出た回となった。
  - なお、この回から賞金100万円に対するリスクとして、全員捕まった場合は数人（何人食べるかは全員捕まるまでのタイムによって決定）が臭豆腐を食べる罰ゲームがあった。この回は三村、大竹、山崎、山ちゃんが食べた。
- 第7回（2006年12月11日）：Qさまチーム VS リディア・シモン：山本が逃げ切り、Qさまチームの勝利。外国人相手では初。
  - 馬場が驚異的な粘りで、柴田と山本を援護し、さらに柴田がスタミナ切れしている中で必死の粘りを見せ、残り1分を山本が逃げ切り勝利。
- 第8回（2006年12月11日）：Qさまチーム VS カール・ルイス：カール・ルイスの勝利。試合後、再戦を要求した。
- 第9回（2007年1月15日）：Qさまチーム+櫻井健介アナウンサー（当時） VS カール・ルイス：カール・ルイスの勝利。
  - 優香がカールが小回りが苦手という弱点を見つける活躍こそあったが、柴田がまた最初に捕まってしまい、最後に残った山本も残り35秒で捕まった。
  - 「策に溺れ過ぎている」という柴田の考えで、作戦は一切行わなかった（はずだった。これについては後述）。
- 第10回（2007年4月4日）：Qさまチーム VS 西岡剛[2]：西岡の勝利。
  - 長距離走になれていない西岡がスタミナを切らした為Qさまチームが有利だったが、西岡が足が攣った振りをして山本を捕まえるという作戦を使ったのにQさまチームが動揺され、最後に残った柴田も転んでしまい捕まってしまったため、盛り上がりに欠けてしまい、「ミッドナイトQさま」でお蔵入り映像として放送された。

### プレゼンター8人のみの開催
- （2006年2月23日）：プレゼンター8人 VS 松野明美：プレゼンターの勝利
  - このときのみプレゼンターが私服で参戦していた。
- （2006年5月18日）：プレゼンター8人+オリエンタルラジオ VS 間寛平：山本が逃げ切り、プレゼンターの勝利
  - 柴田が捕まったものの、山本が逃げ切り勝利したが、終始柴田を応援していた宇梶剛士の駄目出しにより「ダメQ」判定。
  - 余談だが、捕まった柴田が、走っている寛平に「間さん!!本気ですね!!」と叫び、「誰がモンキーやねん!!」というお約束をやっているうちに山本を逃がすという作戦を展開した。これを見た山ちゃんも、「師匠!!ココにカドありますよ!!」と振った（「かいーの」をやらせる気だった）が、寛平は意に介さなかった。

### 特別編
- （2007年4月9日）：Qさま!!ドリームチーム（柴田英嗣、松野明美、水内猛、ボビー・オロゴン、片岡安祐美、岩本輝雄、徳山昌守、飯沼誠司、獣神サンダー・ライガー、定岡正二） VS エリック・ワイナイナ：エリック・ワイナイナの勝利。
  - メンバー10人が「超アスリート軍団」として参戦したが、柴田以外はほとんど見せ場がなかった。
  - 松野が鬼ごっこ史上初めて反則をしてしまった（逃げられるゾーンから出たため）。

## 作戦
今までQさまチームは鬼に捕まらないようにと色々な作戦を展開。しかし、殆ど成功していないのが現状。
- カメレオン作戦（三村、大竹、山崎、山本、秋山、馬場が使用）
  - 一番有名な作戦。第3回で山崎が思いついた作戦（命名は山本）。着ているジャージと同じ色の所に隠れ、鬼に気付かれないようにする作戦。ただ、あまり効果は出ていない（鬼ではなく大竹には効果があったみたいだったが）。
  - 今まで実行したのは次の5人。
    - 山崎（黄緑）→芝生に寝転ぶ（第3回）。第5回では顔にペイントをして、第6回では山崎が特注の芝生調の上着まで作って実行したがこれも効果なかった（因みに、カメラマンも緑の服を着て惑わしていた）。第7回では警察官の衣装を着て、芝生のシートを被っていた（後述）
    - 馬場（緑）→芝生に寝転ぶ（第3回）。顔にペイントもしていた。
    - 三村（白）→白いラインの上に乗る（第3回と第6回）、サッカーゴールに身を隠す（第4回と第5回）サッカーボールのフリをする（第7回）、山崎と同様、第5回で顔にペイント、第6回で白いフードまで着け、26分間持った（因みに最初にやった際に山本から「あれはバレるでしょ」と言われる）。
    - 山本（青）→神宮球場の青のフェンスに身を隠す（第3回）。
    - 秋山（赤）→審判の持っている赤旗に身を隠す（第4回）。

  - ジャージとは関係ないが、こんな作戦も使っている。
    - 三村：砂の中に身を隠す（第8回）、メガホンの山に隠れる（第10回）
    - 大竹：酔っ払いに成りすます（第10回）
    - 山崎：審判に成りすます（第10回）
    - 山本：存在感の無さを生かし、木に成りすます（第8回）
    - 山ちゃん：スタッフに成りすます（第6回）、ファンに成りすます（第7回）

  - 参考までにメンバー全員のジャージの色も記しておく。このジャージは全員で参加する企画でも着用している。
    - 三村：白
    - 大竹：黒
    - 優香：ピンク
    - 青木：紫
    - 山崎：黄緑
    - 柴田：オレンジ
    - 山本：青
    - 秋山：赤
    - 馬場：緑
    - 山ちゃん：黄
    - しずちゃん：水
- ラインアウト作戦（全員で使用）
  - 第2回で山下監督が提案した作戦。エスケープゾーンの後ろで11人が足の速い人から1列に対処して、鬼がきたら交互にバラける作戦。しかし、11人の動きがバラバラすぎて、結局山ちゃんが最初に追いかけられてしまった。
- イソップ作戦
  - 第2回で山下監督が提案した作戦。足の遅い人が追いかけられている時に足の速い人が現れ惑わす作戦。しかし、秋山が追いかけられている時にこの作戦を実行した山本が全く同じ動きで行動した為全然効果なし。
- プレイボール作戦（全員で使用）
  - 第3回でパンチ監督が提案した作戦。足の遅い人は外野、速い人は内野（山ちゃんはマウンド＝エスケープゾーンの近く）で対処する。しかし、序盤で壊滅状態になった。
- 魔送球作戦
  - 第3回でパンチ監督が提案した作戦。追いかけられている時、急に90度ターンして鬼を惑わす作戦。三村が実行したが効果がなかった。
- 消える魔球作戦
  - 第3回でタイムを取ったパンチ監督が提案した作戦。手を上げて降参するふりをしてしゃがみ鬼を惑わす作戦。三村は手を上げる段階で捕まってしまう。
- 矢印作戦（全員で使用）
  - 第4回で三村が提案した作戦。11人で矢印を作り矢印の方向に鬼が来たら反対側に逃げる作戦。しかし、誰の目から見ても矢印には見えず、結局失敗。
- 「クラブ行こうぜ」作戦（ボビーが使用）
  - 第6回で山崎が提案した作戦。ボビーに「クラブ行こうぜ」と言わせて鬼を惑わす作戦。3回やったが、鬼は完全無視。
- お財布作戦（大竹と優香が使用）
  - 第6回で山崎が提案した作戦。大竹と優香に財布を持たせ、追いかけられている時に財布を投げて鬼を惑わす作戦。しかし、鬼は財布には目もくれず。しかも、その後優香から「持っている時に走る邪魔になる」と言われてしまった。
- モメモメ作戦（青木と秋山が使用）
  - 第6回で山崎が提案した作戦。足の遅い青木と秋山が追いかけられた時に2人で喧嘩させ、鬼を惑わす作戦。青木と秋山はこの作戦を実行し、見事成功。その後、青木が捕まりそうになった際、秋山がこの作戦を使い自分が身代わりになって青木を上手く逃がし、出演者から感動の声が上がった。しかし、第7回、第8回では不発に終わり、2人一緒に捕まった。その後、2人は本気でモメていた。
- 警官作戦（山崎が使用）
  - 第7回で山崎が提案した作戦。誰かが追いかけられているときに警官の格好をした山崎が出てきて鬼を止める作戦。ただ、第7回では上手くいかず。それを三村が「日本の警官だったから」と分析し、第8回ではアメリカの警官の衣装を持ってきた……はずだったのだがなぜか三村が持ってきたのはレイザーラモンHGの衣装だった。
- いざという時バック作戦（大竹が使用）
  - 第7回で秋山が提案した作戦。何かが入ったリュックを大竹に持たせ、いざという時に後ろにあるヒモを引っ張る作戦。第7回ではピンポン玉、第8回ではアヒル（カール・ルイスが鶏肉好きであったから）が出てきた。
- サイン作戦（山ちゃんが使用）
  - 第7回で秋山が提案した作戦。足の遅い山ちゃんが鬼にサインをねだり、鬼の集中力を切らせる作戦。優香が追われた時に一度は成功したが、「もう1枚」とねだってしまい、山ちゃんは捕まってしまったが、優香は逃げきることに成功し、助ける形となった。
- ジャンピング作戦（山ちゃんが使用）
  - 第8回で三村が提案した作戦。捕まりそうになったら足元につけられたジャンプ道具でかわす作戦。山ちゃんが実行したが、逆にまともに走れなくなり、瞬殺された。
- お色気作戦（しずちゃんが使用）
  - 第8回で三村が提案した作戦。しずちゃんに偽の巨乳ブラジャーをつけさせ、鬼を惑わせる作戦。しかし、鬼を惑わせることができず、しずちゃんはあっさり鬼に捕まった。
- スタッフ作戦（三村と山崎が使用）
  - 第9回で三村が考案した作戦。三村がスタッフのような行動（三村はディレクターの行動をした）をして隠れる作戦。鬼は暫く見つけられなかったものの、この作戦をされたことに腹を立て、三村はあっさり捕まった（山崎もカメラアシスタントのふりをしたが同様に捕まった）。
  - 山本曰く、「鬼ごっこ史上最低な作戦」。
- イチャイチャ作戦（青木と秋山が使用）
  - 第10回で大竹が考案した作戦。「モメモメ作戦はもう通用しないから」という理由で鬼が近づいたら青木と秋山がイチャイチャしだし、鬼を近づけづらくする作戦。しかし、鬼は苦笑いしながら近づき、青木、秋山の順に捕まえた。青木は自分が先に捕まったことに激怒、秋山と口喧嘩をしだした。
- 覆面作戦（山ちゃんが使用）
  - 第10回で大竹が考案した作戦。山ちゃんにストッキングを被らせ、誰だか分かりづらくする作戦。しかし、鬼を惑わす事はできず、山ちゃんはあっさり捕まった。

柴田だけはメンバーのエースであるせいか、これまで個人向けの作戦（上記のラインアウト作戦や矢印作戦などチーム全員が揃って実行する作戦以外）を実行したことがない。